# Senonges
Senonges est une commune française située dans le département des Vosges en région Grand Est.
Ses habitants sont appelés les Senongeois.

## Géographie

### Localisation
La commune est à 2,3 km de Dommartin-l-s-Vallois, 2,4 de Dombasle-devant-Darney et 8,1 de Darney.

### Géologie et relief
Espaces naturels :
- Deux zones naturelles d'intérêt écologique, faunistique et floristique (Znieff) :

Vôge et Bassigny,
Ruisseau du Bouxerat à Senonges.

### Sismicité
Commune située dans une zone 2 de sismicité faible,.
| Monthureux-le-Sec | Esley    | Dommartin-lès-Vallois  |
| Thuillières       | Senonges |                        |
|                   | Relanges | Dombasle-devant-Darney |

### Hydrographie et les eaux souterraines
Hydrogéologie et climatologie : Système d’information pour la gestion des eaux souterraines du bassin Rhin-Meuse :
Territoire communal : Occupation du sol (Corinne Land Cover); Cours d'eau (BD Carthage),
Géologie : Carte géologique; Coupes géologiques et techniques,
 Hydrogéologie : Masses d'eau souterraine; BD Lisa; Cartes piézométriques.
La commune est située pour partie dans le bassin versant du Rhin au sein du bassin Rhin-Meuse et pour partie dans le bassin versant de la Saône au sein du bassin Rhône-Méditerranée-Corse. Elle est drainée par le ruisseau du Moulin et le Bouxérat,.

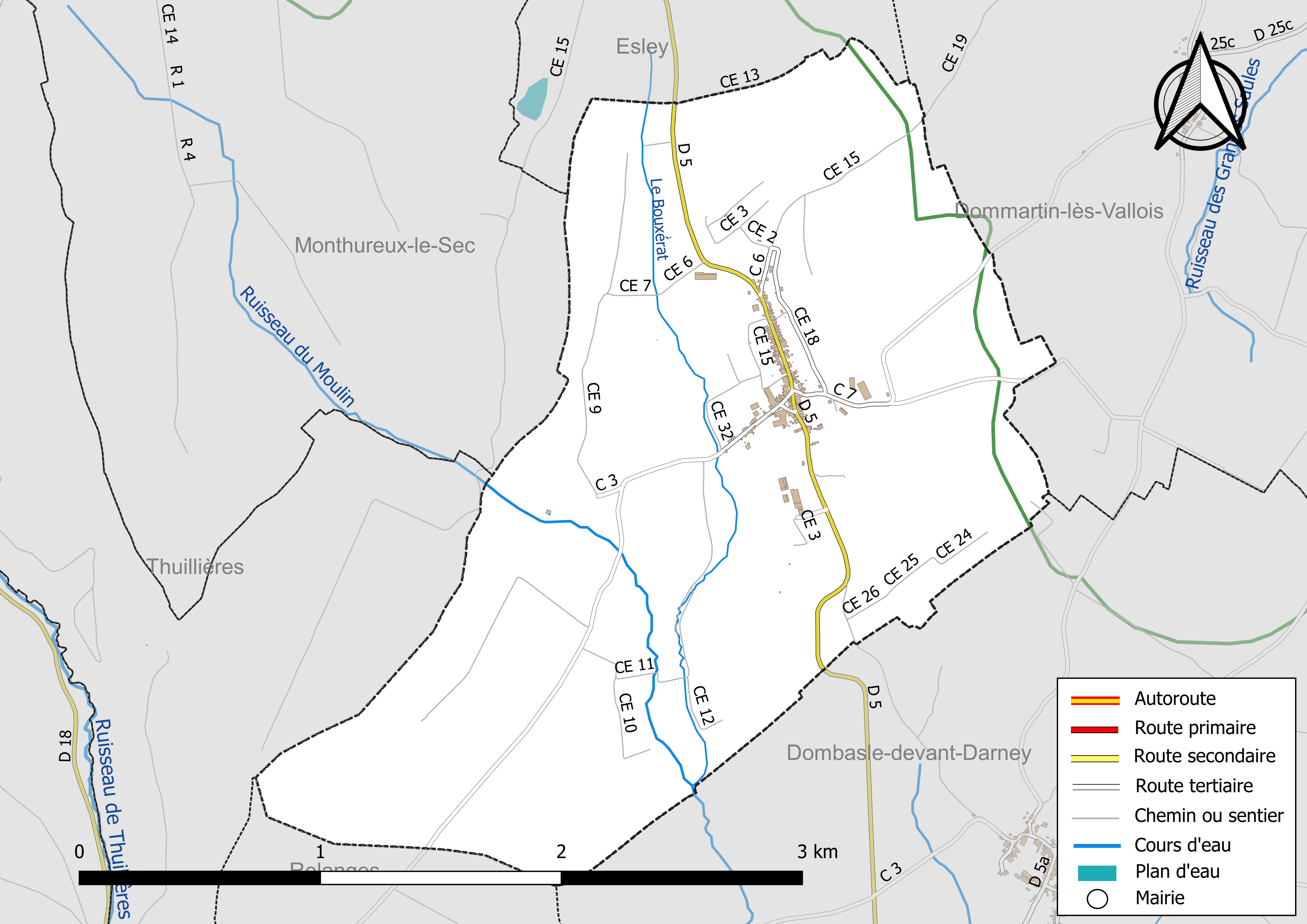
Réseaux hydrographique et routier de Senonges.

#### Gestion et qualité des eaux
Le territoire communal est couvert par le schéma d'aménagement et de gestion des eaux (SAGE) « Nappe des Grès du Trias Inférieur ». Ce document de planification, dont le territoire comprend le périmètre de la zone de répartition des eaux de la nappe des Grès du trias inférieur (GTI), d'une superficie de 1 497 km2,  est en cours d'élaboration. L’objectif poursuivi est de stabiliser les niveaux piézométriques de la nappe des GTI et atteindre l'équilibre entre les prélèvements et la capacité de recharge de la nappe. Il doit être cohérent avec les objectifs de qualité définis dans les SDAGE Rhin-Meuse et Rhône-Méditerranée. La structure porteuse de l'élaboration et de la mise en œuvre est le conseil départemental des Vosges.
La qualité des cours d’eau peut être consultée sur un site dédié géré par les agences de l’eau et l’Agence française pour la biodiversité.

### Climat
Pour des articles plus généraux, voir Climat du Grand Est et Climat des Vosges.
En 2010, le climat de la commune est de type climat de montagne, selon une étude du Centre national de la recherche scientifique s'appuyant sur une série de données couvrant la période 1971-2000. En 2020, Météo-France publie une typologie des climats de la France métropolitaine dans laquelle la commune est dans une zone de transition entre le climat océanique altéré et le climat océanique altéré et est dans la région climatique  Lorraine, plateau de Langres, Morvan, caractérisée par un hiver rude (1,5 °C), des vents modérés et des brouillards fréquents en automne et hiver. 
Pour la période 1971-2000, la température annuelle moyenne est de 9,5 °C, avec une amplitude thermique annuelle de 16,9 °C. Le cumul annuel moyen de précipitations est de 1 006 mm, avec 13,5 jours de précipitations en janvier et 9,8 jours en juillet. Pour la période 1991-2020, la température moyenne annuelle observée sur la station météorologique de Météo-France la plus proche, « Lignéville », sur la commune de Lignéville à 8 km à vol d'oiseau, est de 10,3 °C et le cumul annuel moyen de précipitations est de 856,3 mm. 
La température maximale relevée sur cette station est de 38,7 °C, atteinte le 25 juillet 2019 ; la température minimale est de −17,5 °C, atteinte le 20 décembre 2009,,. 
Les paramètres climatiques de la commune ont été estimés pour le milieu du siècle (2041-2070) selon différents scénarios d'émission de gaz à effet de serre à partir des nouvelles projections climatiques de référence DRIAS-2020. Ils sont consultables sur un site dédié publié par Météo-France en novembre 2022.

## Urbanisme

### Typologie
Au 1er janvier 2024, Senonges est catégorisée commune rurale à habitat dispersé, selon la nouvelle grille communale de densité à sept niveaux définie par l'Insee en 2022.
Elle est située hors unité urbaine. Par ailleurs la commune fait partie de l'aire d'attraction de Vittel - Contrexéville, dont elle est une commune de la couronne,. Cette aire, qui regroupe 72 communes, est catégorisée dans les aires de moins de 50 000 habitants,.

### Occupation des sols
L'occupation des sols de la commune, telle qu'elle ressort de la base de données européenne d’occupation biophysique des sols Corine Land Cover (CLC), est marquée par l'importance des territoires agricoles (66,1 % en 2018), une proportion identique à celle de 1990 (66,1 %). La répartition détaillée en 2018 est la suivante : 
forêts (33,9 %), terres arables (26,2 %), prairies (22,7 %), zones agricoles hétérogènes (17,2 %). L'évolution de l’occupation des sols de la commune et de ses infrastructures peut être observée sur les différentes représentations cartographiques du territoire : la carte de Cassini (XVIIIe siècle), la carte d'état-major (1820-1866) et les cartes ou photos aériennes de l'IGN pour la période actuelle (1950 à aujourd'hui).

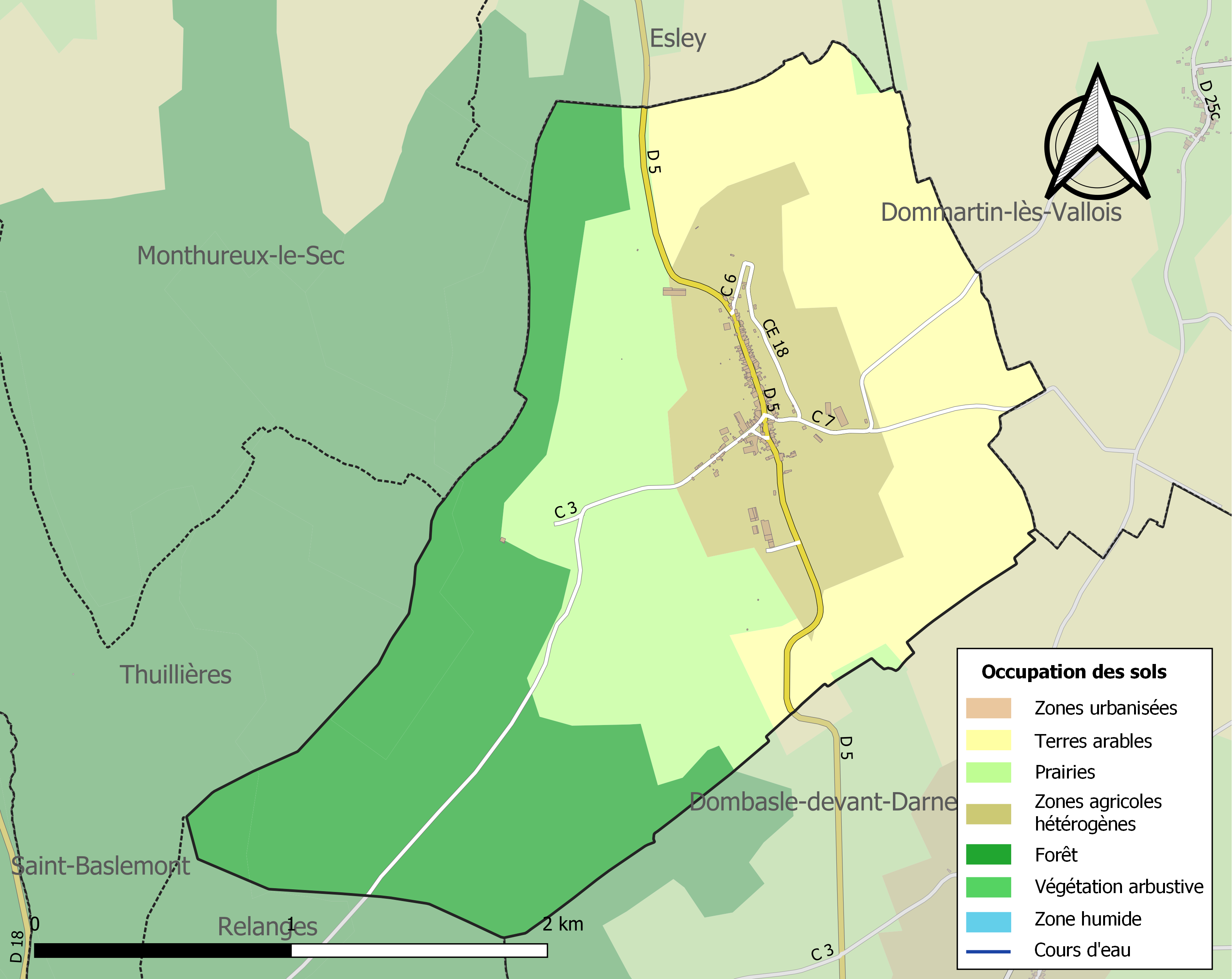
Carte des infrastructures et de l'occupation des sols de la commune en 2018 (CLC).

### Voies de communications et transports

#### Voies routières
- Autoroute A31 : Échangeurs Bulgnéville, Châtenois.

#### Transports en commun

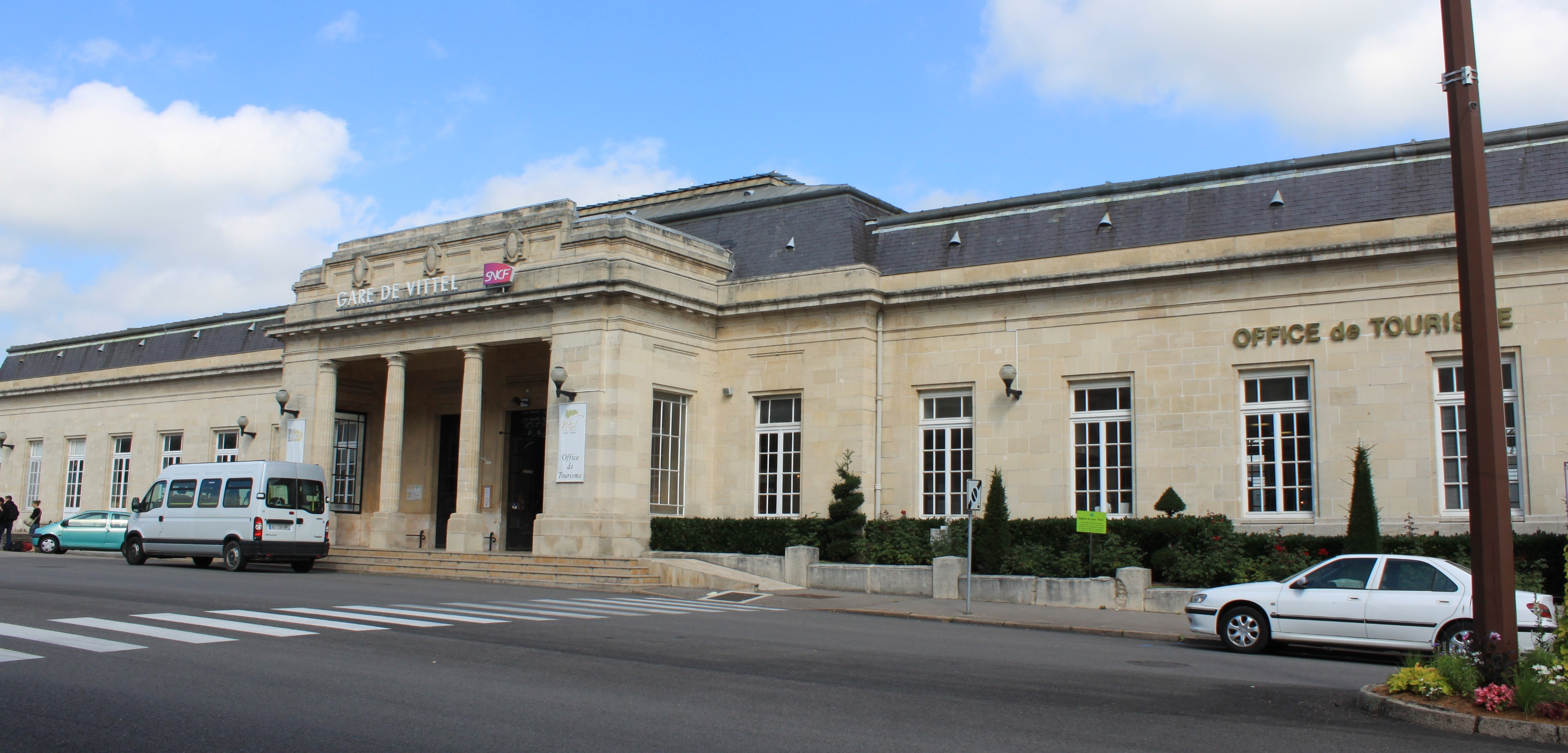
Gare de Vittel.

- Fluo Grand Est.

#### Lignes SNCF
- Gare de Contrexéville
- Gare de Vittel

## Toponymie
Le nom de la localité est attesté sous les formes Senoneas, Senongas, Sononias (Xe siècle) ; Alodium de Senungis (1094) ; Robertus de Senonis (XIIe siècle) ; Senonges (1257) ; Seinnonges (1324) ; Cenonges (1333) ; Senonge (1337).

Il est admis que cette ville tire son nom, Senoneas, Senongas, Sononias au Xe siècle, de la tribu gauloise des Sénons qui, venant de l’Est et avant de fonder Sens, auraient pu passer par les Vosges, à Senonges et Senones, et y laisser leur nom. Ce dernier est issu du celtique senos, « vieux, ancien ».

## Histoire
Sous l’Ancien Régime, Senonges dépend du doyenné de Vittel et des diocèses de Toul puis de Saint Dié à partir de 1777. 

### Héraldique, logotype et devise
Commune sans blason.

## Lieux et monuments
- L'église Saint-Remy reconstruite en 1743[23].

Statue Vierge de Pitié.
- Monument aux morts[25],[26].
- Patrimoine rural selon l'enquête thématique régionale (architecture rurale de Lorraine : Vôge méridionale)[27].

## Politique et administration
| Période                                  | Période                       | Identité     | Étiquette | Qualité |
| ---------------------------------------- | ----------------------------- | ------------ | --------- | ------- |
| Les données manquantes sont à compléter. |                               |              |           |         |
| avant mars 2001                          | En cours (au 18 février 2015) | Michel Gaudé |           |         |

### Budget et fiscalité 2022

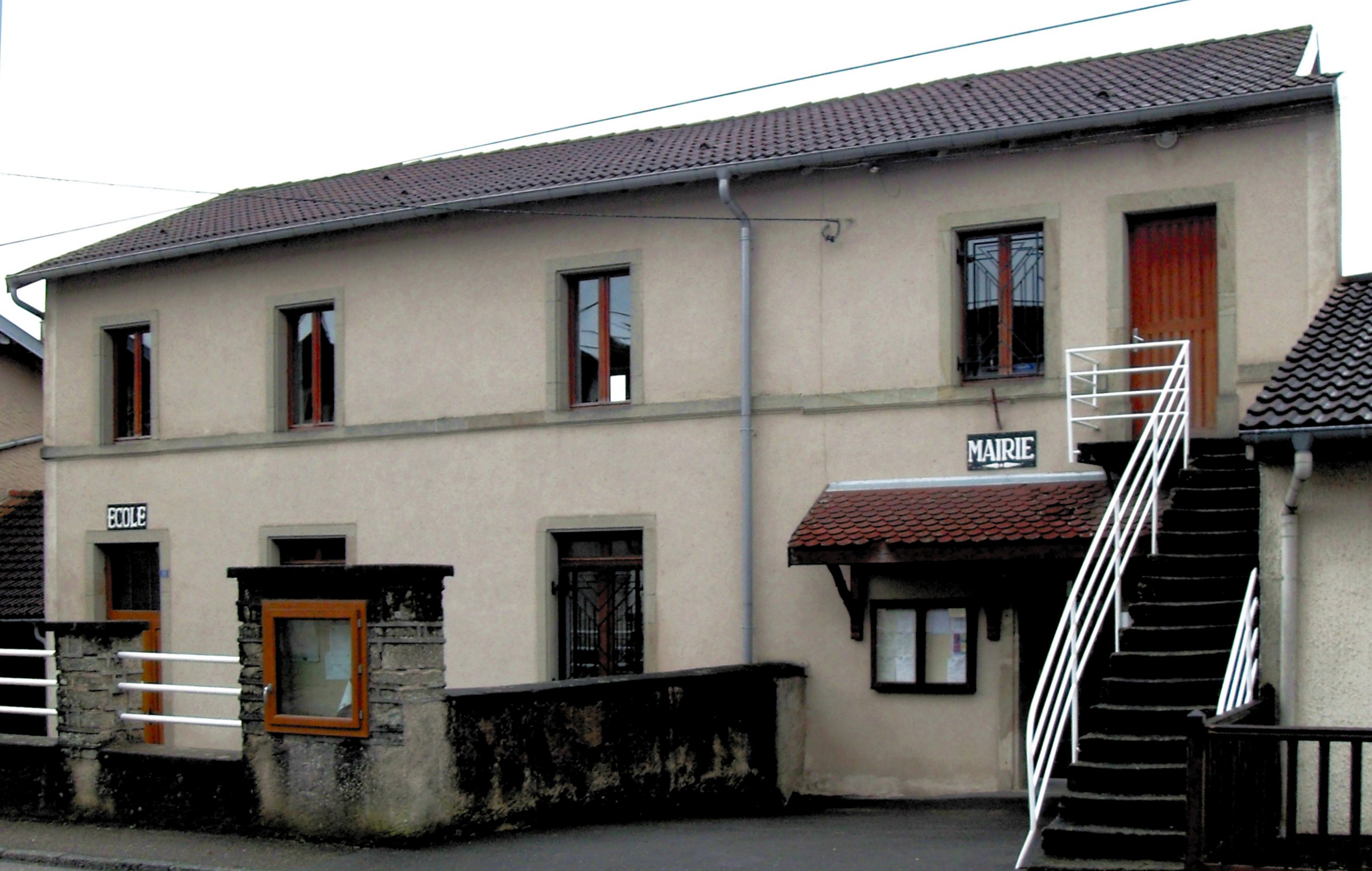
La mairie et l'école.

En 2022, le budget de la commune était constitué ainsi :
- total des produits de fonctionnement : 116 000 €, soit 877 € par habitant ;
- total des charges de fonctionnement : 79 000 €, soit 597 € par habitant ;
- total des ressources d'investissement : 53 000 €, soit 405 € par habitant ;
- total des emplois d'investissement : 107 000 €, soit 812 € par habitant ;
- endettement : 153 000 €, soit 1 158 € par habitant.

Avec les taux de fiscalité suivants :
- taxe d'habitation : 12,57 % ;
- taxe foncière sur les propriétés bâties : 33,24 % ;
- taxe foncière sur les propriétés non bâties : 13,13 % ;
- taxe additionnelle à la taxe foncière sur les propriétés non bâties : 0,00 % ;
- cotisation foncière des entreprises : 0,00 %.

Chiffres clés Revenus et pauvreté des ménages en 2021 : médiane en 2021 du revenu disponible, par unité de consommation : 18 850 €.

## Économie

### Entreprises et commerces

#### Agriculture
- Élevage de vaches laitières.
- Exploitation forestière.

#### Tourisme
- Hébergements et restauration à Dombasle-devant-Darney, Vittel, Claudon, Contrexéville.

#### Commerces
Commerces et services de proximité.

## Population et société

### Démographie

#### Évolution démographique
L'évolution du nombre d'habitants est connue à travers les recensements de la population effectués dans la commune depuis 1793. Pour les communes de moins de 10 000 habitants, une enquête de recensement portant sur toute la population est réalisée tous les cinq ans, les populations de référence des années intermédiaires étant quant à elles estimées par interpolation ou extrapolation. Pour la commune, le premier recensement exhaustif entrant dans le cadre du nouveau dispositif a été réalisé en 2008.

En 2022, la commune comptait 133 habitants, en évolution de +6,4 % par rapport à 2016 (Vosges : −2,96 %, France hors Mayotte : +2,11 %).
| 1793 | 1800 | 1806 | 1821 | 1831 | 1836 | 1841 | 1846 | 1856 |
| ---- | ---- | ---- | ---- | ---- | ---- | ---- | ---- | ---- |
| 452  | 452  | 500  | 493  | 525  | 550  | 556  | 559  | 530  |

| 1861 | 1866 | 1876 | 1881 | 1886 | 1891 | 1896 | 1901 | 1906 |
| ---- | ---- | ---- | ---- | ---- | ---- | ---- | ---- | ---- |
| 508  | 504  | 475  | 430  | 387  | 406  | 309  | 295  | 294  |

| 1911 | 1921 | 1926 | 1931 | 1936 | 1946 | 1954 | 1962 | 1968 |
| ---- | ---- | ---- | ---- | ---- | ---- | ---- | ---- | ---- |
| 254  | 228  | 226  | 193  | 193  | 187  | 189  | 172  | 146  |

| 1975 | 1982 | 1990 | 1999 | 2006 | 2008 | 2013 | 2018 | 2022 |
| ---- | ---- | ---- | ---- | ---- | ---- | ---- | ---- | ---- |
| 150  | 157  | 157  | 166  | 152  | 148  | 125  | 131  | 133  |

### Enseignement
Établissements d'enseignements :
- Écoles maternelles et primaires à Les Vallois, Darney, Lerrain, Haréville, Viviers-le-Gras, Valfroicourt.
- Collèges à Vittel, Contrexéville, Monthureux-sur-Saône, Mandres-sur-Vair, Dompaire.
- Lycées à Contrexéville, Harol, Mandres-sur-Vair, Mirecourt.

### Santé
Professionnels et établissements de santé :
- Médecins à Lerrain, Darney, Remoncourt, Vittel, Contrexéville, Dompaire.
- Pharmacies à Lerrain, Darney, Remoncourt, Vittel, Hennezel, Contrexéville, Dompaire.
- Hôpitaux à Vittel, Ville-sur-Illon.

### Cultes
- Culte catholique, Paroisse Saint-Martin-de-la-Forêt[36], Diocèse de Saint-Dié.

### Personnalités liées à la commune
- Médaillés de Sainte-Hélène :

Charles Cassard.
François  Jourdan.
Jean Nicolas Thiébaut
Nicolas Thouvenin.
- Médaillés de l'Ordre national de la Légion d'honneur :

Marie Constant Camille Pierrot.
Joseph Jules Noël.
Charles Tassard.

## Pour approfondir